# 佛祖岭街道
佛祖岭街道，是中华人民共和国湖北省武汉市江夏区下辖的一个乡镇级行政单位。

## 行政区划
佛祖岭街道下辖以下地区：
流芳社区、佛祖岭社区、同兴村、邬家山村、大谭村、牌楼舒村、泉岗村、杨店村、宗黄村、汪田村、九夫村、佛祖岭村、大邱村、湖口村和大舒村。